# Alica Grofová
Alica Grofová (* 2. April 1952 in Vajnory (Bratislava)) ist eine tschechoslowakische Tischtennisspielerin, die in den 1970er Jahren bei Europameisterschaften viermal Silber gewann. Zudem wurde sie 1973 Vizeweltmeister im Einzel.

## Werdegang
Grofová begann im Alter von acht Jahren mit dem Tischtennisspiel und wurde dabei von ihren Eltern gefördert. Mit 13 Jahren nahm sie erstmals am nationalen Spielbetrieb teil.
Erste internationale Erfolge erzielte Alica Grofová bereits in der Jugend. 1967 und 1968 gewann sie die Jugendeuropameisterschaft mit der Mannschaft. 1969 erreichte sie im Einzel das Halbfinale, im Doppel mit Ilona Voštová und im Mixed mit Milan Orlowski holte sie Silber.
Bei den Erwachsenen nahm sie in der Zeit von 1969 bis 1976 an jeweils vier Welt- und Europameisterschaften teil. Auch hier gewann sie mehrere Medaillen. Bei der WM 1969 und 1971 wurde sie mit der Mannschaft Vierter. 1973 war sie am erfolgreichsten bei einer WM. Im Einzel wurde sie nach der Endspielniederlage gegen die Chinesin Hu Yulan Zweiter, im Mixed mit Josef Dvořáček kam sie bis ins Halbfinale.
Viermal holte sie Silber bei Europameisterschaften: 1970 mit der Mannschaft, 1974 im Doppel mit der Rumänin Maria Alexandru und im Mixed mit Milan Orlowski, 1976 im Doppel mit Dana Dubinová.
Im europäischen Ranglistenturnier Europe TOP-12 kam sie 1971 auf Platz drei. Anfang 1973 wurde sie in Hannover Studenten-Weltmeister. In der ITTF-Weltrangliste wurde Alica Grofová im Dezember 1973 auf Platz drei geführt.
Nach der Europameisterschaft 1976 wurde Grofová wegen Differenzen mit dem Trainer und Funktionären aus der Nationalauswahl ausgeschlossen, in der offiziellen Verlautbarung wurde ein Rücktritt auf eigenen Wunsch genannt. Im Jahr darauf schloss sie ein Studium an der Fakultät für Körpererziehung und Sport (FTVŠ) der Comenius-Universität Bratislava ab. Nachdem sie mit ihrem Gesuch um eine erneute Berufung in die Nationalauswahl zur Europameisterschaft 1978 erfolglos geblieben war, beendete Grofová im selben Jahr ihre aktive sportliche Laufbahn. Nach einer 10-jährigen Pause vom Tischtennissport kehrte sie als Jugendtrainerin an den grünen Tisch zurück. Im Jahre 1992 engagierte sich Grofová wegen des Niedergangs im slowakischen Tischtennissport für einen Wandel in der Verbandspolitik. Wenig später verließ sie den Verband und gründete eine Werbeagentur.

## Privat
Alica Grofová ist verheiratet und heißt seit ihrer Eheschließung Chládeková.

## Turnierergebnisse
| Verband | Veranstaltung                         | Jahr | Ort         | Land | Einzel        | Doppel        | Mixed      | Team |
| ------- | ------------------------------------- | ---- | ----------- | ---- | ------------- | ------------- | ---------- | ---- |
| TCH     | Europameisterschaft                   | 1976 | Prag        | TCH  |               | Silber        |            |      |
| TCH     | Europameisterschaft                   | 1974 | Novi Sad    | YUG  |               | Silber        | Silber     |      |
| TCH     | Europameisterschaft                   | 1972 | Rotterdam   | NED  | Viertelfinale |               |            |      |
| TCH     | Europameisterschaft                   | 1970 | Moskau      | URS  |               |               |            | 2    |
| TCH     | Jugend-Europameisterschaft (Junioren) | 1969 | Obertraun   | AUT  | Halbfinale    | Silber        | Silber     |      |
| TCH     | Jugend-Europameisterschaft (Junioren) | 1968 | Leningrad   | URS  |               |               |            | 1    |
| TCH     | Jugend-Europameisterschaft (Junioren) | 1967 | Vejle       | DEN  |               |               |            | 1    |
| TCH     | EURO-TOP12                            | 1975 | Wien        | AUT  | 6             |               |            |      |
| TCH     | EURO-TOP12                            | 1974 | Trollhatten | SWE  | 6             |               |            |      |
| TCH     | EURO-TOP12                            | 1973 | Böblingen   | FRG  | 7             |               |            |      |
| TCH     | EURO-TOP12                            | 1972 | Zagreb      | YUG  | 9             |               |            |      |
| TCH     | EURO-TOP12                            | 1971 | Zadar       | YUG  | 3             |               |            |      |
| TCH     | Weltmeisterschaft                     | 1975 | Calcutta    | IND  | letzte 32     | Viertelfinale | letzte 16  | 8    |
| TCH     | Weltmeisterschaft                     | 1973 | Sarajevo    | YUG  | Silber        | letzte 32     | Halbfinale | 8    |
| TCH     | Weltmeisterschaft                     | 1971 | Nagoya      | JPN  | Viertelfinale | letzte 16     | letzte 64  | 4    |
| TCH     | Weltmeisterschaft                     | 1969 | München     | FRG  | letzte 64     | letzte 32     | letzte 16  | 4    |